# 敬盤陀
敬盘陀（?—?），隋末起义军领袖，绛郡人。
615年十二月，隋炀帝诏命民部尚书樊子盖征发数万关中兵进击绛郡敬盘陀。樊子盖不问黑白，自汾水以北，村坞全被烧毁，投降的全被坑杀。百姓怨愤，相聚为盗的人越来越多。隋炀帝以李渊取代樊子盖，投降之人被李渊安置在自己身旁，随后投降的人越来越多，前后有数万人，余党流散到别的郡。